# 空軍特殊兵器センター
空軍特殊兵器センター（とくしゅへいきセンター Air Force Special Weapons Center）はかつてアメリカ空軍に存在した組織。核兵器を始めとする非通常兵器の開発などを執り行っていた。
前身は1949年にニューメキシコ州カートランド空軍基地で設立された特殊兵器軍団(Special Weapons Command)である。これは主要軍団レベルの組織であった。1952年4月1日に航空研究開発軍団(Air Research and Development Command)の傘下に移され、主要軍団ではなくなっている。なお、航空研究開発軍団は1961年に空軍システム軍団に改編されている。1976年に空軍兵器研究所(Air Force Weapons Laboratory 1963年設立)に開発研究機能を整理統合することにより、空軍特殊兵器センターは廃止された。